# Onitis granicollis
Onitis granicollis là một loài bọ cánh cứng trong họ Bọ hung (Scarabaeidae).